# Orquestra de Câmara da ECA/USP
A Orquestra de Câmara da ECA/USP, também conhecida como OCAM ou Orquestra de Câmara da USP, é uma orquestra ligada ao Departamento de Música da ECA/USP formada por jovens estudantes de música, criada pelo maestro Olivier Toni em 1995. De 2001 a 2023 teve a direção do maestro Gil Jardim. Desde 2024, a orquestra é dirigida pelo maestro Ricardo Bologna.

## História
A orquestra foi regulamentada oficialmente em 21 de junho 1995 pelo então reitor da Universidade de São Paulo, Flavio Fava de Moraes, quando ocorreu seu primeiro ensaio aberto. A orquestra surge como demanda do Departamento de Música da Universidade de São Paulo de uma orquestra para desenvolvimento de atividades pedagógicas envolvendo alunos instrumentistas, regentes e compositores. Em sua fundação a orquestra contava com 22 instrumentistas, alunos da Universidade ou de cursos de extensão universitários, que recebiam ajuda de custo para a atuação na orquestra. 
Diferentemente da Orquestra Sinfônica da USP, orquestra formada por músicos profissionais ligada à Pró-Reitoria de Cultura e Extensão Universitária, a OCAM é ligada ao Departamento de Música da USP com o intuito de complementar a formação de jovens universitários e difundir a cultura musical. 
A orquestra realizou seu concerto de estreia no dia 21 de junho de 1995, no auditório do Departamento de Música da USP.
Em 2001 a OCAM sofre alterações em seu projeto artístico-pedagógico, tendo direção do maestro Gil Jardim, passando a contar com Conselho Consultivo para desenvolvimentos de suas atividades e patrocínio do  Banco Santander/Banespa. Além disso teve ampliação de seu corpo de instrumentistas para 35 músicos.
Atualmente a OCAM conta com 45 instrumentistas, quadro que se renova anualmente pela realização de testes de admissão. Tendo a perspectiva de formação, os mais de 800 músicos que foram seus membros hoje são membros de orquestras profissionais nacionais e internacionais. 

Em 2020, como forma de incentivo à luta contra a Pandemia de COVID-19, a OCAM, junto com a Energias de Portugal lançaram um obra audiovisual criada a partir d'O Trenzinho do Caipira de Heitor Villa-Lobos. A obra utiliza citações de Ailton Krenak ("O amanhã não está à venda"), Chico Buarque e Francis Hime (Meus Caros Amigos), Luiz Gonzaga e Humberto Teixeira (Asa Branca), Gilberto Gil (Andar com Fé), Caetano Veloso (Canto de um povo de um lugar), Milton Nascimento e Caetano Veloso (Paula e Bebeto) e Sivuca e Glória Gadelha (Feira de Mangaio).